# Герб Умані
Герб Умані — офіційний символ міста Умані (райцентр Черкаської області), затверджений рішенням 3-8/22 сесії Уманської міської ради 30 травня 1996 року.

## Опис
Герб міста Умані являє собою щит лазурового кольору, у полі якого зображений срібний козак зі списом. Козак зі списом відомий як герб міста близько 200 років. Озброєний лицар є символом захисту краю, міста від ворогів і символізує славне минуле Умані, що була осередком козацького полку.
Щит обрамований декоративним картушем і увінчаний срібною міською короною з трьома вежами.

## Історичні герби

### Російська імперія
Герб російського періоду був затверджений 6 квітня 1845 року. У горішній половині перетятого щита в золотому полі Державний Російський Герб; у долішній, розтятій на дві частини, в правій — в лазуровому полі український козак з пікою; в лівій — в червоному полі, навхрест покладені: уланська піка і коса, поверх яких уланська шапка, а знизу — серп.
У 1864 році Б. Кене розроблений проект нового герба міста: в червоному полі два навхрест покладені золоті списи; навколо них — чотири срібні серпи руків'ям донизу, вістрям обернені вправо. У вільній частині — герб Київської губернії. Щит увінчаний срібною міською короною з трьома вежками і обрамований двома золотими колосками, з'єднаними Олександрівською стрічкою. Затвердження не отримав.

### СРСР
Герб часів Радянського Союзу був Затверджений 8 серпня 1986 року рішенням VI сесії міської ради. У варязькому щиті з червоним полем і лазуровою базою — срібний павільйон флори, що символізує дендропарк «Софіївку», над яким — срібний монумент газеті «Іскра». Обабіч щита — золоте колосся. Золота глава, увінчана п'ятьма баштами, обтяжена срібною назвою міста. У базі — золота половина шестерні, усередині якої на лазуровому тлі золоті серп і молот. Автор — М. Клименко.